# Блейк Грифин
Блейк Остин Грифин (на английски: Blake Austin Griffin) е американски професионален баскетболист, състезаващ се за отбора на Бостън Селтикс в Националната баскетболна асоциация (НБА). Той бива избран от драфта на НБА през 2009 година под номер 1, именно от тима на Клипърс. Играе като тежко крило (Power forward).

## Кариера

### Колежанска кариера
От 2007 до 2009 година играе за отбора на Университета в Оклахома. Печели множество индивидуални награди по време на престоя си в колежа, като се пуска в драфта на НБА през 2009 и е избран под номер 1.

### Кариера в НБА
Блейк Грифин пропуска целия си първи сезон в НБА поради контузия. Той прави дебюта си през сезон 2010 – 11, като все още е считан за новобранец. От 2011 до 2015 година той 5 поредни пъти е избиран да участва в „Мача на звездите“ в НБА, като част от отбора на Запада, като през 2011 се превръща в първия новобранец, който взима участие в този мач от 2003 година насам. През същата година печели и конкурса за забивки. След страхотния си първи сезон Sports Illustrated го включва като един от 15-те най-добри новобранци на всички времена. През сезон 2012 – 13 той, заедно с Крис Пол, извеждат Клипърс до първата им титла в Тихоокеанската Дивизия, въпреки че след това в плейофите губят още в първия кръг от отбора на Мемфис Гризлис в шест мача. През сезон 2013 – 14 Клипърс успяват да прескочат първия кръг на плейофите, елиминирайки Голдън Стейт Уориърс с 4 – 3 успеха, след което губят от тима на Оклахома Сити Тъндър. През следващия сезон Грифин е с основна заслуга за успеха на Клипърс над Сан Антонио Спърс в първия кръг на плейофите, но отборът губи впоследствие от Хюстън Рокетс в седем срещи. Сезон 2015 – 16 е изпълнен с контузии за Грифин и той не успява да помогне на ЛА Клипърс да подобрят представянето си.

## Постижения
- - 5х участник в „Мача на звездите“ в НБА (2011 – 2015)
  - 3х част от All-NBA Second Team (2012 – 2014)
  - част от All-NBA Third Team (2015)
  - Избран за NBA Rookie of the Year (2011) (Най-добър новобранец)
  - Победител в NBA Slam Dunk Contest (2011)
  - Избран за National college player of the year (2009)
  - Номер 23 в Университета в Оклахома е изваден от употреба в негова чест

### Най-добри постижения през редовния сезон
| Статистика        | Резултат | Съперник    | Дата             |
| ----------------- | -------- | ----------- | ---------------- |
| Точки             | 47       | Индиана     | 17 януари 2011   |
| Борби в нападение | 9        | Портланд    | 27 октомври 2010 |
| Борби в защита    | 16       | Детройт     | 12 ноември 2010  |
| Борби общо        | 20       | Сан Антонио | 18 февруари 2012 |
| Асистенции        | 11       | Милуоки     | 6 март 2013      |

### Най-добри постижения в плейофите
| Статистика        | Резултат | Съперник      | Дата          |
| ----------------- | -------- | ------------- | ------------- |
| Точки             | 35       | Голдън Стейт  | 21 април 2014 |
| Борби в нападение | 6        | Оклахома Сити | 9 май 2014    |
| Борби в защита    | 14       | Оклахома Сити | 13 май 2014   |
| Борби общо        | 19       | Сан Антонио   | 26 април 2014 |
| Асистенции        | 13       | Хюстън        | 4 май 2015    |